# 쿠프만쥐
쿠프만쥐 또는 쿠프만펠렝섬쥐(Rattus koopmani)는 시궁쥐속에 속하는 설치류의 일종이다. 인도네시아 술라웨시섬 동남부 해안 방가이 제도의 펠렝 섬에서만 발견된다.

## 특징
꼬리 길이 215mm를 제외한 몸길이가 233mm인 보통 크기의 설치류다. 발 길이는 45mm이고 귀 길이는 23mm이다. 털은 길고 꽤 무성하다. 등 쪽은 짙은 갈색빛 황토색을 띠며 배 쪽은 짙은 회색이다.

## 생태
땅 위에서 주로 생활하는 육상성 동물이다.

## 분포 및 서식지
술라웨시섬 동부 해안을 따라 펠렝섬에서 발견된다.